# Ben An
Ben An är ett berg i Storbritannien.   Det ligger i kommunen Stirling och riksdelen Skottland, i den nordvästra delen av landet, 600 km nordväst om huvudstaden London. Toppen på Ben An är 454 meter över havet. Ben An ligger vid sjön Loch Katrine.
Terrängen runt Ben An är huvudsakligen kuperad. Ben An är den högsta punkten i trakten. Runt Ben An är det glesbefolkat, med 10 invånare per kvadratkilometer. Närmaste större samhälle är Callander, 12,4 km öster om Ben An. I omgivningarna runt Ben An växer i huvudsak blandskog.